# Три Паньки на ярмарку
«Три Паньки ́ярмаркують» або «Три Паньки ́на ярмарку» — український анімаційний фільм студії Укранімафільм, знятий у 1991, як із серії «Три Паньки».

## Сюжет
Продовження комічних пригод з героями попередніх випусків серії мультфільмів про дивних друзів «Паньків».

## Творча група
- Автор сценарію — Богдан Дяценко
- Кінорежисер — Єфрем Пружанський
- Художник-постановник — І. Дівішек
- Аніматори — В. Віленко, Дмитро Ковтанець, Ніна Чурилова, Михайло Яремко, І. Бородаєва
- Кінооператор — Анатолій Гаврилов
- Композитор — Олександр Осадчий
- Звукооператор — Ігор Погон
- Монтаж — Юна Срібницька
- Редактор — Євген Назаренко
- Текст читає — Анатолій Паламаренко
- Директор знімальної групи — Іван Мазепа